# Manchester (Nova York)
Manchester és una població dels Estats Units a l'estat de Nova York. Segons el cens del 2000 tenia 1.475 habitants.

## Demografia
Segons el cens del 2000, Manchester tenia 1.475 habitants, 648 habitatges, i 395 famílies. La densitat de població era de 486,8 habitants/km².
Dels 648 habitatges en un 23,9% hi vivien nens de menys de 18 anys, en un 47,7% hi vivien parelles casades, en un 0% dones solteres, i en un 38,9% no eren unitats familiars. En el 31,3% dels habitatges hi vivien persones soles el 18,7% de les quals corresponia a persones de 65 anys o més que vivien soles. El nombre mitjà de persones vivint en cada habitatge era de 2,28 i el nombre mitjà de persones que vivien en cada família era de 2,84.
Per edats la població es repartia de la següent manera: un 21,9% tenia menys de 18 anys, un 6,1% entre 18 i 24, un 25,2% entre 25 i 44, un 23,1% de 45 a 60 i un 23,7% 65 anys o més.
L'edat mediana era de 43 anys. Per cada 100 dones de 18 o més anys hi havia 89,5 homes.
La renda mediana per habitatge era de 36.146 $ i la renda mediana per família de 44.625 $. Els homes tenien una renda mediana de 31.792 $ mentre que les dones 25.156 $. La renda per capita de la població era de 17.956 $. Entorn del 3% de les famílies i el 7,2% de la població estaven per davall del llindar de pobresa.